# Taigh Curstaig

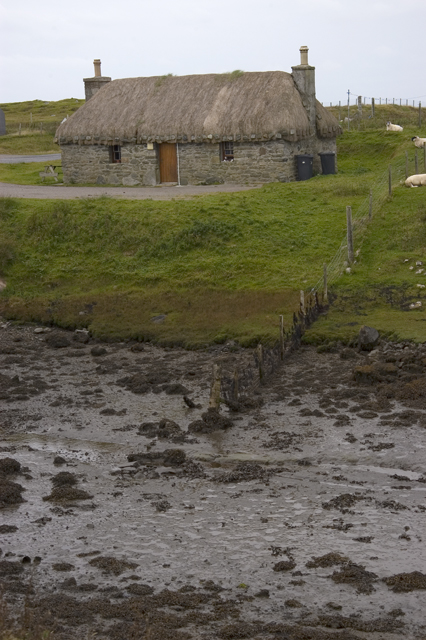
Taigh Curstaig

Taigh Curstaig, auch Cursty’s Cottage, ist ein Cottage auf der schottischen Hebrideninsel Benbecula. 1980 wurde das Gebäude in die schottischen Denkmallisten in der Kategorie B aufgenommen.

## Geschichte
Das Cottage wurde im späten 19. oder im frühen 20. Jahrhundert errichtet. Es handelt sich damit um ein spätes Exemplar eines Cottages, einer traditionellen landwirtschaftlichen Behausung auf den Hebriden und in den westlichen Highlands. 2016 wurde geschätzt, dass nur etwa 200 Gebäude dieses Bautyps in Schottland erhalten geblieben sind, davon 54 auf den Äußeren Hebriden.
Das zwischenzeitlich leerstehende Gebäude war im Register gefährdeter denkmalgeschützter Bauwerke in Schottland eingetragen. Es wurde jedoch um 1998 restauriert und wird als Ferienwohnung angeboten.

## Beschreibung
Taigh Curstaig steht weitgehend isoliert abseits einer untergeordneten Straße entlang des North Ford an der Nordküste Benbeculas am Ostrand des Weilers Gramsdale. Es handelt sich um ein Cottage im traditionellen Stil einer Crofter-Behausung auf den Hebriden, konkret im Stil der Insel Skye. Das eingeschossige, längliche Gebäude schließt mit einem strandhafergedeckten Walmdach. Seile mit beschwerenden Steinen fixieren die Eindeckung. Sein flaches, mächtiges Mauerwerk ist aus Feldstein aufgemauert. Die Gebäudekanten sind nicht wie üblich gerundet ausgeführt. Die ostexponierte Hauptfassade ist drei Achsen weit und mit mittig angeordneter Eingangstür ausgeführt. In die rückwärtige Fassade ist ein einzelnes Fenster eingelassen. Vor den Walmen ragen traufständige Kamine auf.